# Piquete
Piquete is een gemeente in de Braziliaanse deelstaat São Paulo. De gemeente telt 12.570 inwoners (schatting 2025).

## Aangrenzende gemeenten
De gemeente grenst aan Lorena, Cachoeira Paulista, Cruzeiro, Guaratinguetá,  en Delfim Moreira (MG).

## Verkeer en vervoer
De plaats ligt aan de wegen BR-459 en SP-183.

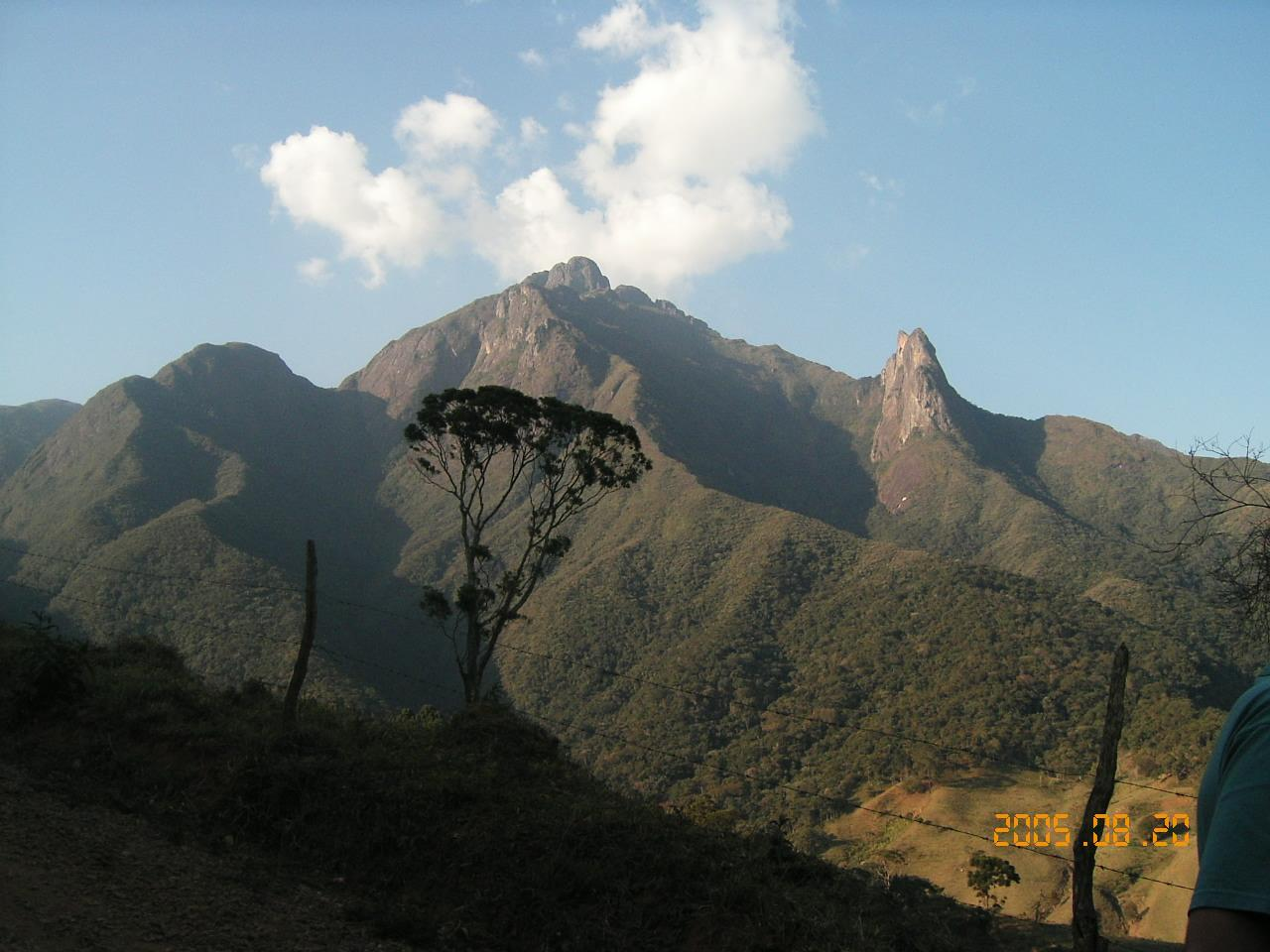
De berg Pico dos Marins (2.420 m) in Piquete